# Lã Bố
Lã Bố (chữ Hán: 呂布; bính âm: Lǚ Bù) (? - 7 tháng 2 năm 199), hay còn được gọi là Lữ Bố hoặc Phụng Tiên (tên tự), là một viên mãnh tướng nổi tiếng và lãnh chúa quân phiệt vào cuối thời Đông Hán trong lịch sử Trung Quốc.
Do có công diệt trừ gian thần Đổng Trác, ông được Hán Hiến Đế phong tước hiệu Ôn hầu, nên được gọi là Lã Ôn hầu (呂溫侯), ban giả tiết, nghi trượng ngang hàng bậc Tam công. Sau này, Lã Bố đã tham gia cuộc chiến quân phiệt, tranh chấp với các thế lực chư hầu lân cận như Lý Thôi-Quách Dĩ, Tào Tháo, Lưu Bị, Viên Thuật, nhưng cuối cùng bị thất bại.
Lã Bố nổi tiếng võ nghệ dũng mãnh, giỏi cưỡi ngựa bắn cung, được xưng tụng là Phi tướng (飛將). Ông có một con ngựa chiến rất ưu việt, thường được gọi là Xích Thố nên người thời đó có câu "Nhân trung Lữ Bố, mã trung Xích Thố" (Người có Lữ Bố, ngựa có Xích Thố). Tuy nhiên, ông không có tài mưu lược như nhiều đối thủ chính trị khác, lại mang tiếng phản phúc vô thường khi hai lần trở mặt giết chủ, cuối cùng bại trận và bị Tào Tháo ra lệnh xử tử.
Ông được xem là bản sao chân thật nhất của Nam Cung Trường Vạn, cũng là một vị dũng tướng nổi danh thời Xuân Thu. Đều cùng là những nhân vật có sức mạnh vô địch nhưng lại có những kết cuộc bi thảm.

## Thân thế
Tam quốc chí của Trần Thọ chép: Lã Bố tên tự là Phụng Tiên, người huyện Cửu Nguyên, quận Ngũ Nguyên, Tinh châu. Ông cao 9 thước 2 tấc, quy đổi ra là 2,2m (cao lớn hơn cả Quan Vũ- 9 thước~2,1m).
Lã Bố được sách sử mô tả là người tinh thông võ nghệ, giỏi cưỡi ngựa, bắn cung, nhờ dũng mạnh hơn người mà trở nên nổi tiếng trong châu. Đến nay vẫn chưa rõ ông sinh năm nào, nhưng nếu căn cứ vào cách ông xưng hô với Lưu Bị trong lần đầu gặp mặt (Lã Bố đã gọi Lưu Bị là "hiền đệ"), có thể ước đoán năm sinh chậm nhất của Lã Bố là 160 vì ông được cho là nhiều tuổi hơn Lưu Bị, người sinh năm 161.

## Phản bội Đinh Nguyên, theo Đổng Trác

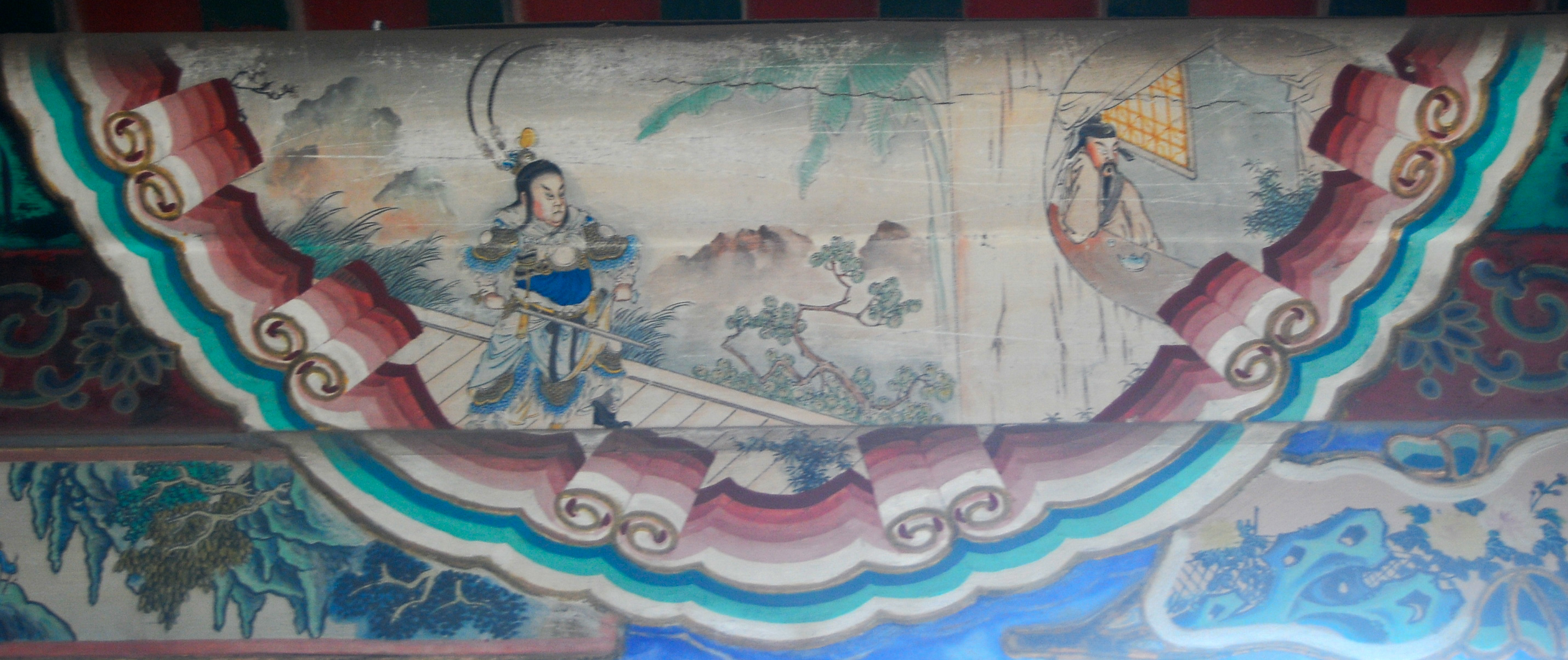
Lã Bố ám sát Đinh Nguyên trong đêm, hình trên Di Hòa Viên.

Năm 188, Đinh Nguyên lĩnh chức thứ sử Tinh châu, sang năm (189) kiêm Kỵ đô úy, đóng ở Hà Nội, bổ nhiệm Lã Bố làm chủ bộ, luôn coi ông là người thân tín.
Trong tiểu thuyết Tam quốc diễn nghĩa, La Quán Trung kể rằng Đinh Nguyên nhận Lã Bố làm con nuôi.
Năm 189, Hán Linh Đế qua đời, con trưởng là Hán Thiếu Đế Lưu Biện lên nối ngôi. Tuy nhiên, bọn hoạn quan Thập thường thị muốn lập con thứ của Linh Đế là Lưu Hiệp lên ngôi, liền mưu giết Hà Tiến để thực thi kế hoạch. Hà Tiến cũng muốn trừ đám hoạn quan chuyên quyền, triệu tập quân các trấn đến hỗ trợ. Đinh Nguyên theo lệnh dẫn quân đến Lạc Dương, Lã Bố đi theo.
Khi việc chưa thành thì Hà Tiến bị bọn hoạn quan ra tay giết trước, Viên Thiệu và Tào Tháo bèn tự mình diệt hoạn quan để báo thù cho ông ta. Đổng Trác trước đó cũng theo lời triệu tập, thừa cơ tiến vào Lạc Dương, tranh chấp quyền lực với các quyền thần khác. Viên Thiệu do e ngại Đổng Trác nên chủ động bỏ lên Hà Bắc.
Đổng Trác muốn giết Đinh Nguyên để thâu tóm binh sĩ của ông ta. Thấy Lã Bố là thuộc tướng được Đinh Nguyên tin tưởng, Đổng Trác bèn cho người đem vàng bạc mua chuộc Lã Bố, xúi giục ông giết Đinh Nguyên để theo mình. Lã Bố liền hành thích chém chết Đinh Nguyên ngay trong đêm đó, đem đầu của Đinh Nguyên đến dâng Đổng Trác.
Trong tiểu thuyết Tam quốc diễn nghĩa, Đổng Trác sai thuộc hạ Lý Túc đem Ngựa Xích Thố tặng Lã Bố để dụ Bố phản lại Đinh Nguyên.

## Dưới quyền Đổng Trác

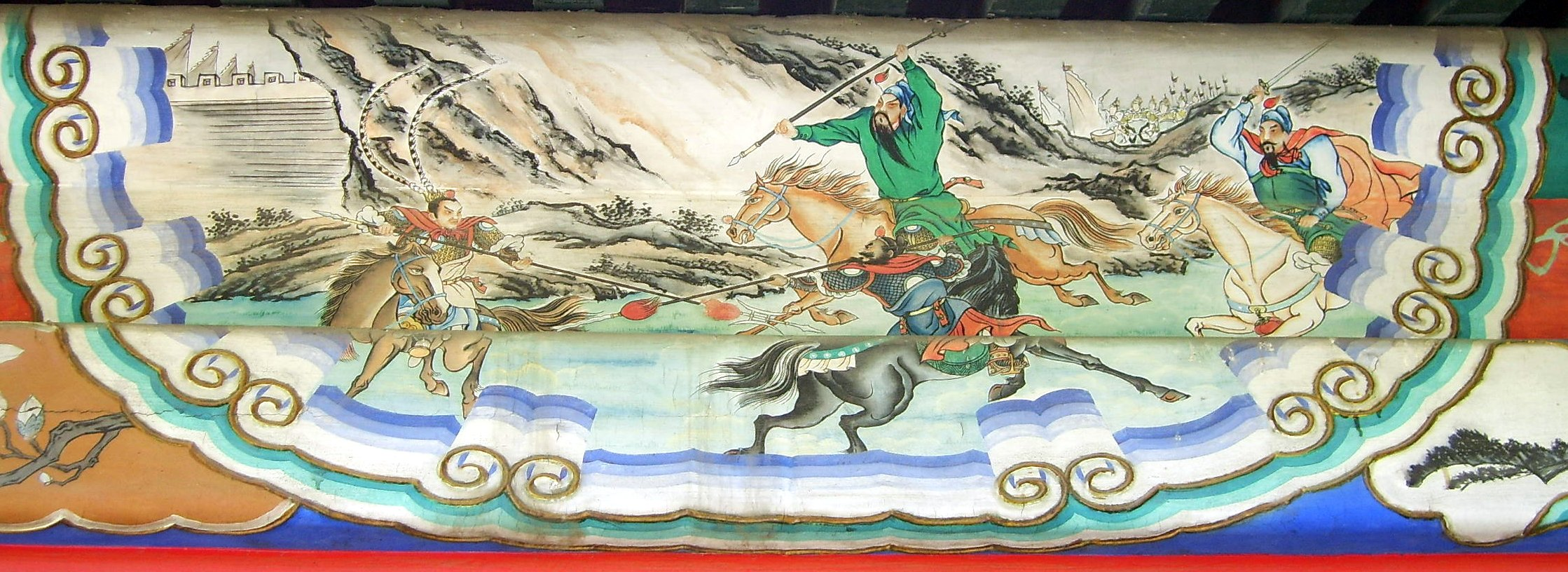
Tam anh chiến Lã Bố, hình trên hành lang Di Hòa Viên.

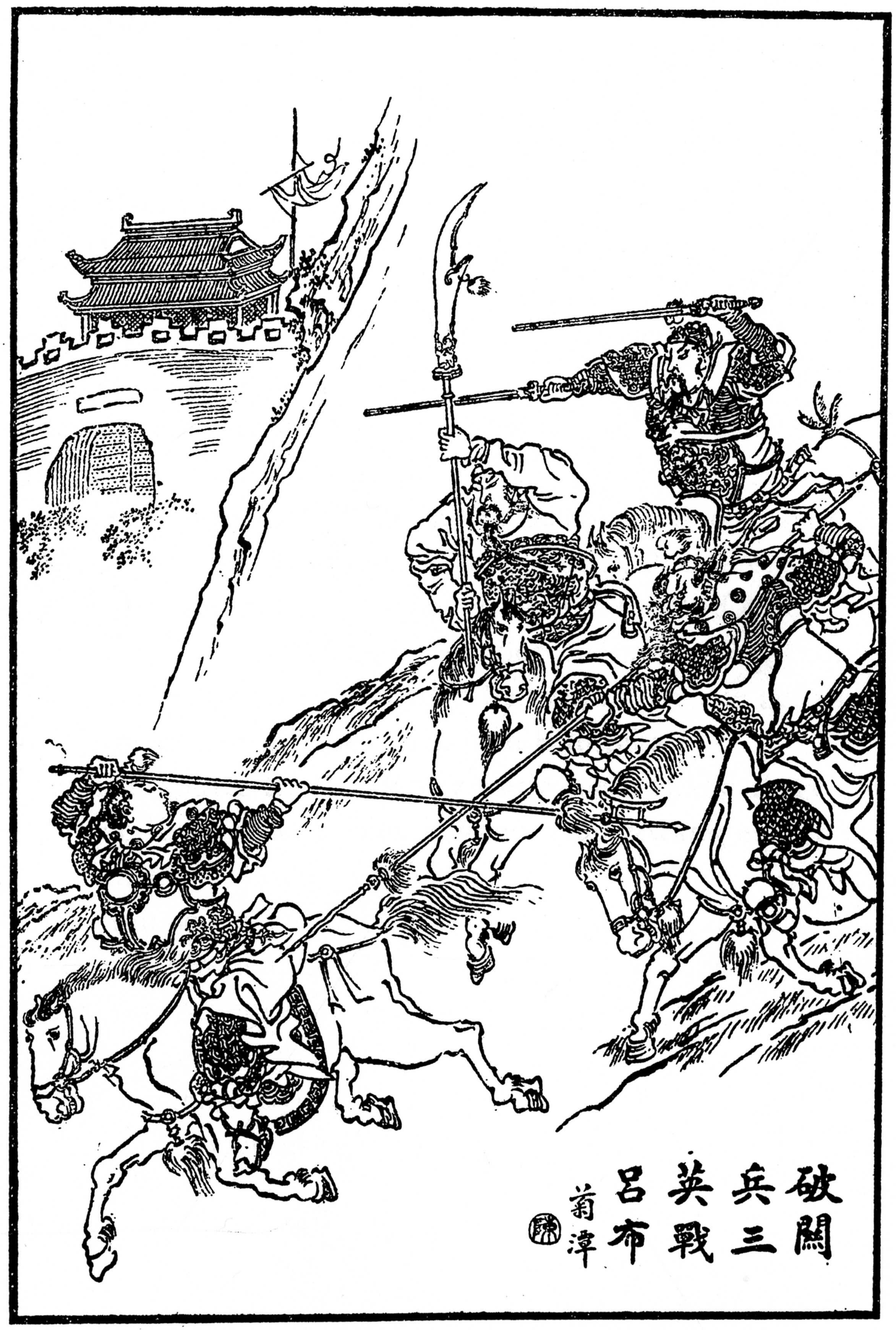
Tam anh chiến Lã Bố.

Đổng Trác yêu mến tin dùng Lã Bố, phong làm Kỵ Đô uý, ước thệ làm cha con. Ít lâu sau Bố lại được thăng làm Trung lang tướng, tước Đô Đình hầu (都亭侯).
Nhờ sức khỏe hơn người, giỏi cưỡi ngựa bắn cung, ông được ca tụng là Phi tướng (飛將).

### Chống liên minh chư hầu
Năm 190, Kiều Mạo phát hịch kể tội Đổng Trác, hiệu triệu chư hầu chống Đổng. Chư hầu khắp nơi hưởng ứng, tụ tập, bầu Viên Thiệu làm minh chủ. Đổng Trác căm Viên Thiệu, bắt giết chú ông là Viên Ngỗi cùng toàn gia tộc họ Viên ở Lạc Dương hơn 20 người.
Theo Hậu Hán thư của Phạm Diệp, Tôn Kiên mang quân tấn công Trác, Trác sai Lã Bố và Hồ Chẩn ra đánh. Lã Bố và Hồ Chẩn bất hòa, vì vậy bị Tôn Kiên đánh bại phải rút chạy về. Bộ tướng của Chẩn là Hoa Hùng bị quân Tôn Kiên bắt giết.
Tiểu thuyết Tam quốc diễn nghĩa kể rằng Lã Bố ra trận địch với quân chư hầu, một mình giao chiến với cả ba anh em Lưu Bị, Quan Vũ, Trương Phi trong trận Hổ Lao Quan. Ba người này thực ra không có mặt trong lực lượng chống Đổng Trác, do đó "Tam anh chiến Lã Bố" chỉ là một tuồng tích hư cấu.
Đổng Trác đánh thua chư hầu liên tiếp, bèn mang vua Hiến Đế bỏ Lạc Dương chạy đến Trường An, chỉ để hai bộ tướng Từ Vinh và Ngưu Phụ ở lại chống giữ. Lã Bố đi theo Trác đến Trường An.

### Bất hòa với Đổng Trác, hợp tác cùng Vương Doãn
Do Đổng Trác tàn bạo, giết chóc và kết thù oán với nhiều người nên những lúc xuất hành và nghỉ ngơi thường dùng Lã Bố làm cảnh vệ. Tuy nhiên, Trác quen tính thô lỗ và nóng nảy, có lần Lã Bố đứng hầu có chút không vừa ý bèn chộp lấy cái kích phóng vào ông để dằn mặt. Lã Bố khỏe mạnh, gạt được cây kích đi, rồi tạ lỗi, Đổng Trác mới nguôi giận. Nhưng Lã Bố cũng vì vậy tự ái, từ đó ngầm sinh ra oán hận Đổng Trác.

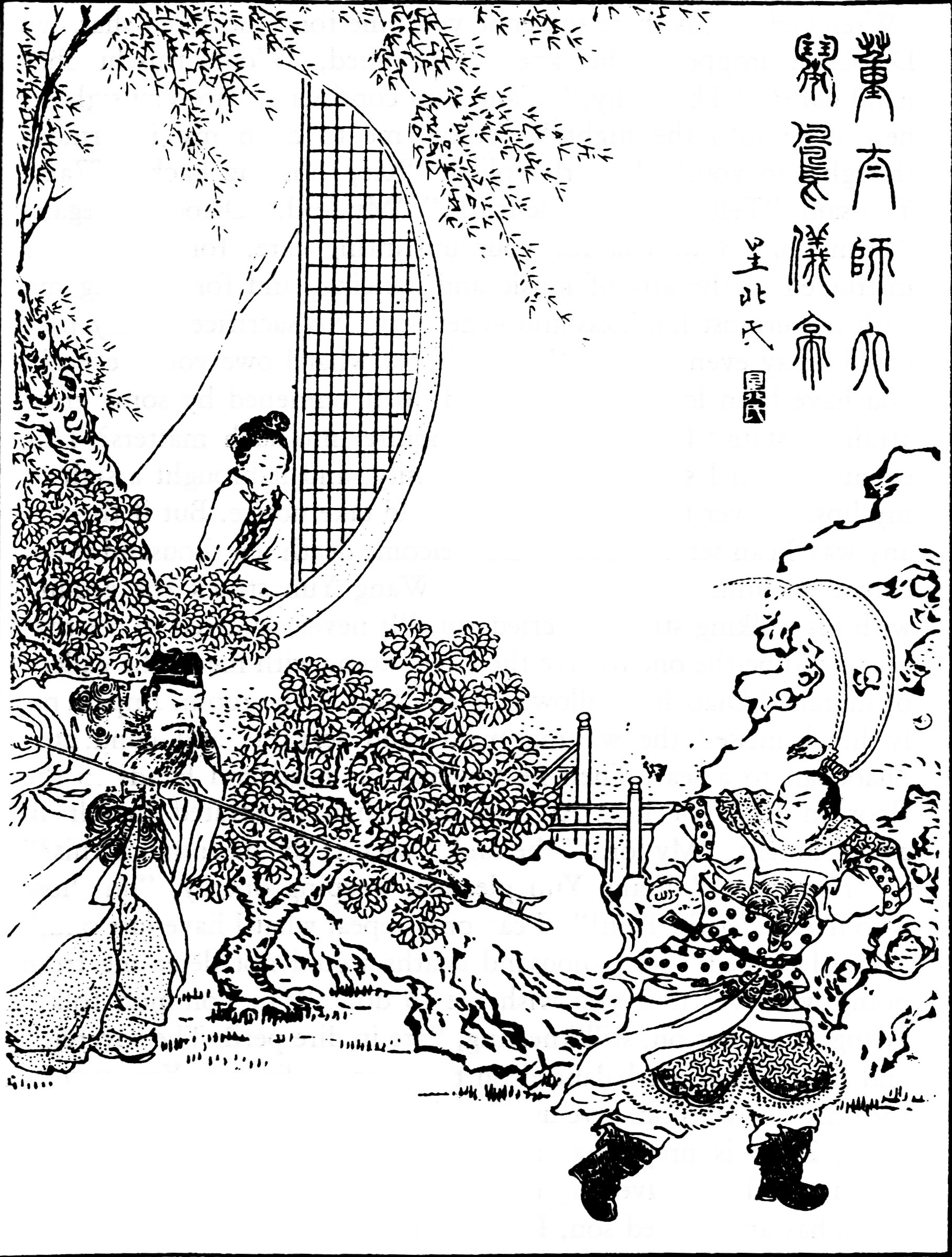
Đổng Trác đuổi Lã Bố.

Trong những lần được giao bảo vệ Trung các, Lã Bố thừa cơ quan hệ tình ái với một cung nữ của Đổng Trác. Ông rất lo sợ bị phát hiện.
Trong hàng ngũ các đại thần nhà Hán, Lã Bố được Tư đồ Vương Doãn - người đồng hương Tinh châu - quý mến, hai người cũng có giao lưu với nhau. Ông tới nhà Vương Doãn thuật lại chuyện mình bị Đổng Trác phi kích. Vương Doãn vốn đang cùng Bộc xạ Sĩ Tôn Thụy mưu giết Trác, thấy Lã Bố đang oán hận Trác bèn muốn lôi kéo Lã Bố về phía mình. Ban đầu Lã Bố còn do dự vì ông đã nhận Đổng Trác làm cha nuôi, nhưng Vương Doãn đã dùng lời lẽ thuyết phục nên ông nghe theo.
Trong Tam quốc diễn nghĩa, La Quán Trung ghép những tình tiết này vào một, kể rằng Lã Bố bị Đổng Trác rượt đuổi và phóng kích vì bị bắt quả tang đang tình tự với Điêu Thuyền – ái thiếp của Trác, vốn là con nuôi trong nhà Vương Doãn. Sử sách không nhắc tới một nàng Điêu Thuyền nào giữa ba người Vương Doãn – Lã Bố - Đổng Trác. Theo sử gia Lê Đông Phương: Hai chữ điêu thuyền vốn là tên một chức quan trong cung thời Hán. Đây không phải là tên người. Khi Đổng Trác vào cung vua hoành hành đã bắt nhiều phụ nữ mua vui, nên một a hoàn vốn là điêu thuyền của triều đình có thể có trong nhà Đổng Trác chứ không thể có trong nhà Vương Doãn. Nhân vật Điêu Thuyền có trong nhà Vương Doãn hay không điều đó không quan trọng, nhưng Lã Bố đã giết Đổng Trác vì có sự xúi giục của Vương Doãn.

### Phụng chỉ trừ Đổng
Vương Doãn ngầm sai Sĩ Tôn Thụy thay mặt Hán Hiến Đế viết chiếu thư hạ lệnh cho Lã Bố giết Đổng Trác.
Tháng 4 âm lịch năm 192, Đổng Trác vào cung yết kiến vua Hiến Đế. Lã Bố trước đó đã lệnh cho thuộc tướng Lý Túc cùng nhiều võ sĩ mai phục ở cửa Bắc Dịch chờ đợi, còn bản thân ông vẫn theo hộ vệ Đổng Trác. Khi Đổng Trác vừa vào, Lý Túc đâm luôn, nhưng Trác đã mặc giáp bên trong nên chỉ bị thương ngã xuống đất. Đổng Trác chưa biết Lã Bố đã phản mình nên vội gọi Lã Bố đến cứu thì Lã Bố vác họa kích chạy thẳng tới đâm chết Trác.
Sau đó Lã Bố rút chiếu thư ra đọc, tuyên bố mình được lệnh của vua để giết Đổng Trác, vì vậy tướng sĩ dưới quyền Trác đều không dám chống lại.

## Cùng Vương Doãn phụng sự Hoàng đế
Sau khi Đổng Trác bị giết, Vương Doãn nắm quyền triều chính, bổ nhiệm Lã Bố làm Phấn vũ tướng quân (奮威將軍). Hiến Đế ban cho ông giả tiết, nghi trượng (như ngôi Tam công), phong tước Ôn hầu (溫侯). Lã Bố phục vụ dưới quyền Vương Doãn, với danh nghĩa phụng sự vua Hán.
Tiểu thuyết Tam quốc diễn nghĩa kể rằng chức Ôn hầu của Lã Bố do Đổng Trác phong.
Vương Doãn sai Lã Bố đi đánh dẹp tướng cũ Đổng Trác là Ngưu Phụ đang hoành hành, chém giết nhân dân vô tội ở Trần Lưu để báo thù cho chủ. Lã Bố sai Lý Túc đi đánh, nhưng Túc thua trận chạy về, Bố nổi giận sai chém Túc. Ngưu Phụ thắng trận nhưng bị thủ hạ là Hồ Diệc Nhi mưu phản giết chết, mang đầu đến Trường An nộp cho Vương Doãn để lĩnh thưởng. Lã Bố cũng giết luôn Hồ Diệc Nhi vì tội bất trung.
Bốn bộ tướng của Ngưu Phụ là Lý Thôi, Quách Dĩ, Trương Tế và Phàn Trù chạy trốn về Lương châu, dâng biểu cầu khẩn Vương Doãn cho tha tội. Trước đó Lý Thôi và Quách Dĩ đã sát hại vài trăm người Tinh châu - đồng hương với Vương Doãn - ở trong vùng đất mình cai quản. Vì vậy Vương Doãn không đồng ý xá tội cho chúng. Thôi, Dĩ cùng đường bèn cất quân Lương châu nổi dậy với danh nghĩa báo thù cho Đổng Trác, quân tập hợp dần dần được hơn 10 vạn, rầm rộ tấn công Trường An.

### Quyết đấu Lý-Quách, thua bỏ Trường An
Anh hùng ký của Vương Xán chép: Quách Dĩ đến phía bắc thành. Lã Bố mở rộng cửa thành, dẫn binh tới chỗ Dĩ, nói: "Ngươi hãy tạm lui binh, chỉ mình ta và ngươi quyết thắng phụ". Quách Dĩ và Lã Bố bèn đơn thương độc mã giao chiến, Lã Bố dùng kích đâm trúng người Dĩ, quân kỵ của Dĩ ở phía sau liền tiến ra cứu Dĩ. Quách Dĩ và Lã Bố hai bên đều bãi binh. Đây là một trong hai cuộc đấu tay đôi giữa các tướng thời Tam quốc được ghi chép trong sử sách, trận đấu còn lại là giữa Tôn Sách và Thái Sử Từ.
Lý Thôi cậy có quân đông, chẳng mấy chốc Trường An bị quân Lương châu bao vây. Lã Bố chống cự trong tám ngày, cuối cùng không giữ nổi. Lý Thôi thúc quân tràn vào thành. Lã Bố kịch chiến với quân Lý Thôi trên đường phố trong thành cũng không ngăn được, phải bỏ thành chạy. Quân giữ thành đầu hàng, Vương Doãn bị giết. Lã Bố mang theo thủ cấp của Đổng Trác, chỉ kịp dẫn vài trăm quân kỵ chạy qua cửa Vũ Quan về phía đông.
Vương Doãn và Lã Bố sau khi giết Đổng Trác, tính ra chỉ nắm quyền triều chính được khoảng sáu tuần.

## Lưu lạc

### Theo Viên Thuật
Lã Bố chạy đến Nam Dương xin theo Viên Thuật. Viên Thuật có thù Đổng Trác giết nhiều người trong họ nhà mình ở Lạc Dương nên thu nhận và chu cấp cho Lã Bố.
Lã Bố để cho thủ hạ làm nhiều điều trái phép, cướp của cải của dân. Viên Thuật thấy vậy tỏ ý giận, lại biết ông là người phản phúc, nên không chu cấp cho Lã Bố nữa. Ông bèn bỏ Nam Dương đi một mạch dài, qua sông Hoàng Hà tới quận Hà Nội thuộc Tinh châu, theo thái thú Hà Nội là Trương Dương - người vốn từng cùng ông phục vụ dưới trướng Đinh Nguyên.

### Nương nhờ Trương Dương
Trương Dương là người tốt và có nghĩa khí, đồng ý tiếp nhận Lã Bố và giúp đỡ cho ông. Nhưng một số thủ hạ của Dương lại muốn giết ông để lập công theo lệnh tầm nã của Lý Thôi (đã khống chế vua Hiến Đế sau khi chiếm Trường An) và để trả thù cho Đinh Nguyên. Lã Bố lo sợ không yên, muốn thử lòng Trương Dương, ông bèn nói:
Triều đình Trường An treo giải thường bắt tôi, nếu ngài chặt đầu tôi thì không bằng trói tôi lại mà giải đi.
Trương Dương thấy lòng tốt của mình bị nghi ngờ nên mếch lòng nói:
Lời ngươi nói rất đúng.
Tuy sau đó Trương Dương không hành động gì nhưng Lã Bố vẫn cảm thấy không an toàn, bèn cùng thủ hạ lẻn trốn khỏi quận Hà Nội, đi sang Ký châu theo Viên Thiệu.

### Giúp Viên Thiệu đánh Trương Yên
Lã Bố giúp Viên Thiệu đánh tướng Khăn Vàng là Trương Yên ở Thường Sơn. Trương Yên có hơn vạn tinh binh, mấy nghìn quân kỵ. Lã Bố cưỡi ngựa Xích Thố, cùng các dũng tướng là Thành Liêm, Ngụy Việt mỗi ngày dẫn mấy chục kỵ binh xông thẳng vào trại địch ba bốn lần. Quân Trương Yên thua tan tác, bản thân Trương Yên nản lòng, cuối cùng nhận sự chiêu an của triều đình.
Lã Bố lập công, tỏ ra ngạo mạn coi khinh các tướng của Thiệu, liên tiếp sai người giục Viên Thiệu tăng viện cho mình. Tướng sĩ dưới quyền cũng cậy công đi cướp bóc. Thấy Viên Thiệu không đáp ứng tăng viện, ông bèn xin về Lạc Dương. Viên Thiệu ngoài mặt đồng ý, phong Lã Bố làm Tư Lệ hiệu úy, nhưng sau lưng lại dặn các tướng thừa cơ giết ông.

### Lập kế thoát thân
Lã Bố đoán biết Viên Thiệu nghi ngờ mình, nên sắp đặt kế thoát thân. Ban đầu ông giả cách ngồi trong trướng gảy đàn tranh, nhưng sau đó đưa đàn cho người khác gảy tiếp để lừa thủ hạ của Viên Thiệu, còn ông thì bí mật nhân trời tối lẻn chạy trốn. Một lúc sau thủ hạ của Viên Thiệu đi thám thính nghe tiếng đàn tắt tưởng Lã Bố đã ngủ bèn đi báo cho các tướng của Viên Thiệu. Các tướng ập đến mới biết bị lừa. Viên Thiệu nghe tin báo không giết được ông bèn sai người đuổi theo, nhưng những người đuổi theo đều không địch nổi Lã Bố, bị đánh phải quay trở về.
Cùng đường, ông lại đành phải quay lại chỗ Trương Dương. Trương Dương không nhắc lại việc trước đây Lã Bố ra đi không từ biệt, cho ông quay trở lại. Trên đường đi, ông qua quận Trần Lưu và được thái thú Trương Mạc - người từng hội binh đánh Đổng Trác – chào đón và kết giao với nhau.

## Giao tranh với Tào Tháo

### Đánh chiếm Duyện châu
Địa bàn của Trương Mạc vốn thuộc Duyện châu của Tào Tháo đang có thế lực hùng mạnh. Năm 193, nghe tin thân phụ Tào Tung bị sát hại ở Từ châu, Tháo nghi ngờ châu mục Từ châu là Đào Khiêm giết cha mình, bèn mang quân đánh Từ châu để báo thù. Không giết được Đào Khiêm, Tào Tháo cho quân mình sát hại rất nhiều người dân vô tội ở Từ châu.
Trương Mạc cùng mưu sĩ Trần Cung căm giận Tào Tháo tàn bạo, không công nhận địa vị của họ Tào ở Duyện châu nữa. Cả hai bèn hợp tác, cùng nhau đón Lã Bố về, tôn lên làm thứ sử Duyện châu, giao cho 10 vạn quân để đánh Tào Tháo. Em Trương Mạc là Trương Siêu cũng cung cấp binh lương cho Lã Bố.
Lã Bố lấy Bộc Dương làm bản doanh, mang quân chiếm các thành trì của Tào Tháo ở Duyện châu. Chỉ còn 3 thành còn trung thành với Tào Tháo là Yên Thành, Đông A và Phạm Huyện do Tuân Úc và Trình Dục liều chết cố giữ, Lã Bố chưa đánh chiếm được.

### Mưu phá Hạ Hầu Đôn
Tam quốc chí, Hạ Hầu Đôn truyện viết rằng Hạ Hầu Đôn đưa quân vận, tư trang đến cho gia quyến Tào Tháo ở Yên Thành thì gặp Lã Bố, hai bên giao chiến. Bố vờ rút chạy về Bộc Dương, rồi dùng mưu tập kích phía sau, cướp quân nhu của Đôn.
Tiếp đó, Lã Bố lại bày kế sai người trá hàng, rồi bắt giữ Hạ Hầu Đôn làm con tin ngay giữa trướng. Trung quân của Đôn kinh hoàng chấn động, may nhờ có Hàn Hạo giữ cho quân tướng không rối loạn. Hạo dẫn quân đến vây trướng, bắt người của Lã Bố, cứu được Hạ Hầu Đôn.
Tào Tháo phải bỏ Từ châu, mang quân về lấy lại Duyện châu.

### Cố thủ Bộc Dương
Lã Bố chiếm lấy Bộc Dương mà không đóng quân ra các nơi hiểm yếu như Kháng Phụ, Tế Ninh và bến đò Hoàng Hà. Tào Tháo cho rằng Lã Bố vô mưu, có ý coi thường, dẫn quân tấn công Bộc Dương.
Quân Tào Tháo phần đông là người Thanh châu mới theo hàng, không địch nổi quân Lã Bố. Lã Bố sử dụng mưu kế của Trần Cung, đánh tan quân Tào ở Bộc Dương. Đại quân Tào Tháo bị thua lớn, doanh trại bị đốt cháy, bản thân Tào Tháo bị bỏng cánh tay trái và suýt bị Lã Bố bắt sống. Trong bóng đêm, quân kỵ của Lã Bố đuổi đến nơi nhưng không biết mặt Tào Tháo, ông ta nhanh trí chỉ tay phía trước bảo rằng:
Người cưỡi ngựa vàng chỗ kia là Tào Tháo!
Quân Lã Bố tiến lên phía trước truy đuổi, nhờ vậy Tào Tháo quay đầu chạy thoát nạn.
Sự kiện Tào Tháo gặp nguy cấp ở Bộc Dương được La Quán Trung mô tả tương tự trong Tam quốc diễn nghĩa, nhưng chiến sự lại diễn ra chủ yếu trong thành khi Lã Bố dùng mưu dụ Tào Tháo tiến vào.
Sau đó Tào Tháo và Lã Bố giữ nhau hơn 100 ngày ở Bộc Dương không đánh. Đến mùa thu năm 194, ở Duyện châu có nạn châu chấu hại lúa, cả hai bên đều bị thiếu lương. Tào Tháo phải rút quân về Yên Thành, còn Lã Bố thu quân về Sơn Dương. Hai bên cùng tạm bãi binh.

### Bại binh rút chạy
Đầu năm 195, Tào Tháo quyết định thay đổi chiến thuật đánh Lã Bố, giương đông kích tây khiến Lã Bố mệt mỏi. Tào Tháo chia quân làm nhiều ngả, một mặt điều một cánh quân đi đánh Định Đào. Lã Bố đi cứu; đến mùa hạ lại tấn công Cự Dã, bao vây hai tướng của Lã Bố là Tiết Lan và Lý Phong.
Lã Bố cùng Trần Cung mang 1 vạn quân từ Định Đào đi cứu. Tào Tháo lợi dụng địa hình, dùng kế mai phục đánh bại Lã Bố trên đường rồi thúc quân chiếm lấy Định Đào. Lã Bố và Trần Cung rút quân về Đông Mân. Tào Tháo hạ thành Cự Dã, giết chết Phong và Lan.
Trong khi Lã Bố và Trần Cung còn đang lúng túng chưa biết làm sao, thì Tào Tháo đã điều các cánh quân đánh chiếm các thành trì của Lã Bố ở Duyện châu. Lã Bố nghe tin mấy thành xung quanh bị hạ, hoang mang tột độ bèn chạy về Từ châu theo Lưu Bị.
Việc Lã Bố thua trận và vội vã rút lui khỏi Duyện châu khiến anh em Trương Mạc và Trương Siêu mất chỗ dựa. Hai anh em họ Trương sau đó bị Tào Tháo đánh bại và giết chết.

## Không đón được Thánh giá
Năm 195, nhân lúc trong triều đình nhà Hán ở Trường An xảy ra loạn lạc, Hán Hiến Đế đào thoát khỏi sự kìm kẹp của Lý Thôi và Quách Dĩ, chạy về phía đông. Trên đường, Hiến Đế tự mình viết thư mời Lã Bố đến nghênh giá. Tuy nhiên Lã Bố lúc đó vừa bị Tào Tháo đánh bại, thế lực còn yếu, đành viết thư sai sứ giả dâng lên Hiến Đế để tạ lỗi. Hiến Đế bổ nhiệm ông làm Bình Đào hầu. Trên đường đi, sứ giả làm rơi mất thư và chiếu phong chức ở địa phận Sơn Dương.
Ngay sau đó Tào Tháo đón được Hán Hiến Đế về Hứa Xương, có danh nghĩa thiên tử để sai khiến chư hầu. Biết việc chiếu thư phong chức của Hiến Đế cho Lã Bố bị thất lạc, Tào Tháo bèn tự tay viết thư cho Lã Bố, khen ông đã giết Đổng Trác để trừ họa cho xã tắc, đồng thời nhờ ông đối phó với các quân phiệt Công Tôn Toản và Viên Thuật. Lã Bố bèn viết tấu thư dâng lên vua Hiến Đế như sau:
Thần vốn phải phụng mệnh cung nghênh xa giá nhưng biết Tào Tháo trung hiếu đã đón bệ hạ đến Hứa Xương. Trước đây thần từng cùng giao binh với Tào Tháo, nay Tào Tháo bảo vệ bệ hạ, thần là ngoại tướng, tuy muốn dẫn binh theo nhưng lại sợ sinh hiềm nghi, cho nên tạm thời chờ xử tội ở Từ châu, không dám tự quyết.
Đồng thời, ông viết thư trả lời Tào Tháo, biểu thị lòng cảm kích và thành ý hợp tác. Tào Tháo tuy bề ngoài tỏ ra hòa hiếu vỗ về, nhưng trong tâm thức vẫn luôn tìm cách diệt trừ ông.

## Cát cứ Từ châu

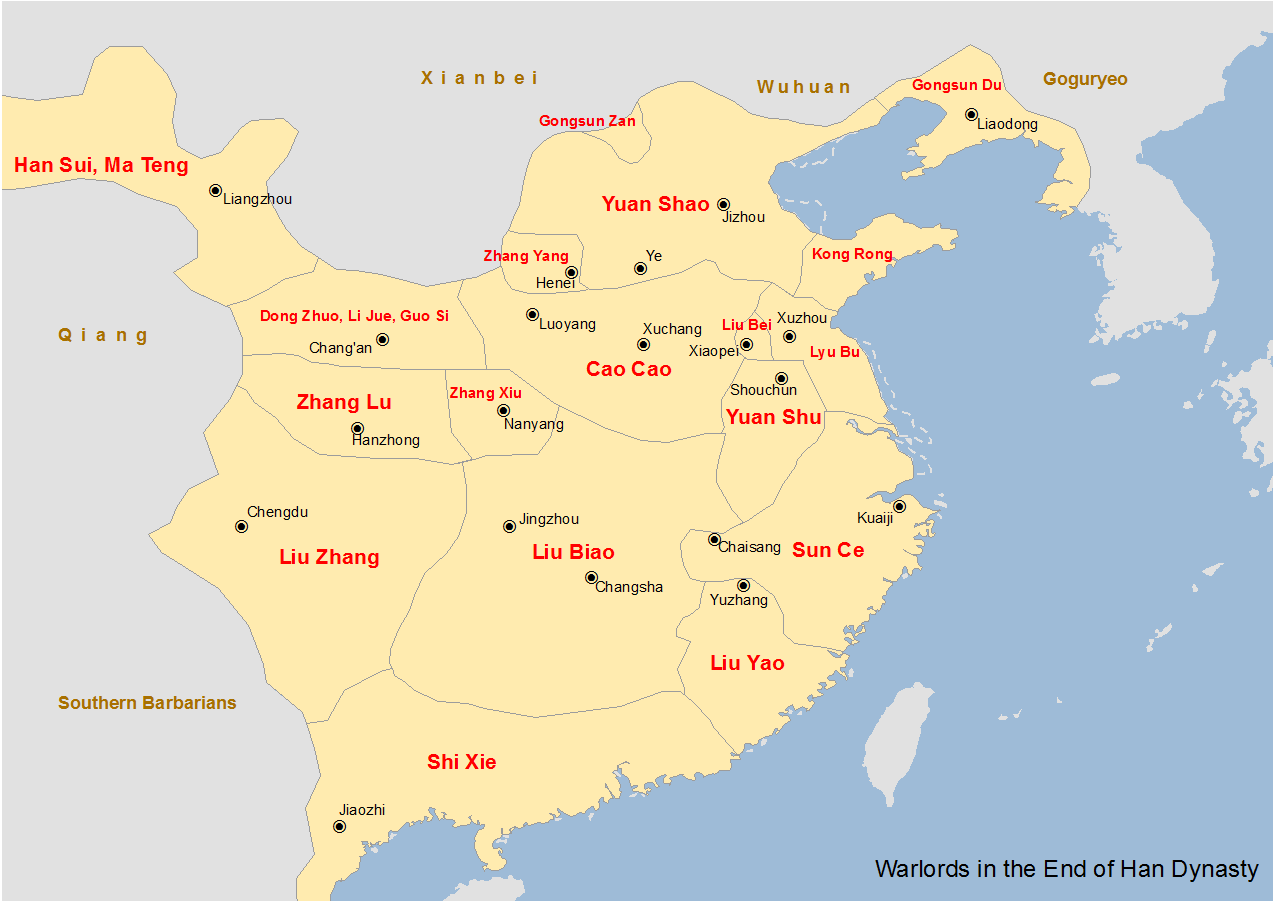
Lược đồ các chư hầu cát cứ vào cuối thời Đông Hán vào năm 195, Lã Bố khi đó đang chiếm giữ Từ châu.

Sau khi Lã Bố bị Tào Tháo đánh bại, Lưu Bị ở Từ châu đón tiếp Bố, cho đóng quân ở thành Tiểu Bái - một quận thuộc Dự Châu. Biết Lã Bố và Lưu Bị nếu liên minh với nhau sẽ khó khống chế, nên Tào Tháo rất lo lắng.
Để chia rẽ Lã Bố và Lưu Bị, Tào Tháo nhân danh Hiến Đế phong chức cho Lưu Bị. Lưu Bị tiếp nhận. Lã Bố thấy Lưu Bị hợp tác với Tào Tháo, sợ hai bên liên kết đối phó với mình nên bắt đầu lo sợ.

### Chiếm Hạ Bì từ tay Lưu Bị
Quân phiệt Viên Thuật ở Dương châu mang quân tấn công Từ châu. Lưu Bị mang quân ra chống cự ở Hoài Âm. Viên Thuật viết thư cho Lã Bố, giục ông đánh úp chiếm Từ châu thì sẽ tạ ơn bằng 20 vạn hộc lương. Lã Bố nghe theo.
Nhân lúc hai tướng giữ Hạ Bì (thủ phủ Từ châu) là Trương Phi và Tào Báo bất hòa, Lã Bố muốn nhân đó mang quân đánh úp thành. Tào Báo trong cuộc xung đột đã bị Trương Phi giết, thủ hạ của Báo là Hứa Đam và Chương Luống oán hận Phi liền đến gặp Lã Bố, khuyên nhân lúc đêm tối đánh ngay thì ở trong thành sẽ làm nội ứng. Lã Bố bèn tiến quân, Hứa Đam mở cửa thành cho ông chiếm Hạ Bì, buộc Trương Phi phải bỏ chạy. Từ châu thuộc về Lã Bố.
Lưu Bị mang quân trở về định đánh chiếm lại Hạ Bì nhưng bị Lã Bố đánh bại, phải lui quân về Quảng Lăng, lại bị Viên Thuật đánh bại một trận nữa, phải chạy ra Hải Tây. Trong tình thế bức bách, anh em Lưu Bị đành phải trở về Từ châu hàng Lã Bố.
Lã Bố thấy Viên Thuật thất tín không cấp lương cho mình bèn chủ động hòa giải với Lưu Bị, trần tình với Lưu Bị rằng do thấy Trương Phi nóng nảy sợ làm hỏng việc, nên ông chỉ muốn thay Phi giữ thành chứ không có liên hệ gì với Viên Thuật. Lã Bố tự xưng là châu mục Từ châu; ông cho Lưu Bị giữ thành Tiểu Bái và mời Lưu Bị xưng là thứ sử Dự châu (Dự châu vốn có sáu quận nhưng trên thực tế Lưu Bị chỉ có 1 quận Tiểu Bái để đóng quân).

### Hác Manh làm phản
Tháng 6 năm 196, bộ tướng của Lã Bố là Hác Manh nghe lời xúi giục của Viên Thuật bèn phản lại ông, mang quân xông vào phủ Hạ Bì ngay trong đêm đó để ám sát Lã Bố. Nửa đêm, Lã Bố không kịp phân biệt người phe nào, chỉ kịp kéo vợ trèo tường từ bên trong trốn ra, rồi chạy đến trại của bộ tướng thân tín là Cao Thuận để lánh nạn. Cao Thuận nghe giọng phản quân, nhận biết chúng là người quận Hà Nội, đoán ra quân của Hác Manh, bèn chấn chỉnh quân sĩ chống trả, quân Hác Manh phải lui.
Sáng ra, thủ hạ của Hác Manh là Tào Tính phản lại Manh, hai bên đánh nhau cùng bị thương. Lã Bố thấy vậy sai Cao Thuận mang quân ra giúp Tào Tính diệt Hác Manh. Cao Thuận giết chết Hác Manh rồi cho Tào Tính lĩnh quân của Manh.
Tam quốc diễn nghĩa lược bỏ toàn bộ việc Hác Manh tạo phản, và kể rằng Hác Manh vẫn tiếp tục phục vụ Lã Bố.

### Bắn kích Viên môn
Không giết được Lã Bố, Viên Thuật lại trở mặt làm thân, xin kết thông gia với Lã Bố. Khi dẹp Hác Manh, Lã Bố đã tra ra việc Manh nghe Thuật xúi bẩy, nhưng vì tình thế hiện tại chưa thể trở mặt đánh nhau được nên ông nhận lời.

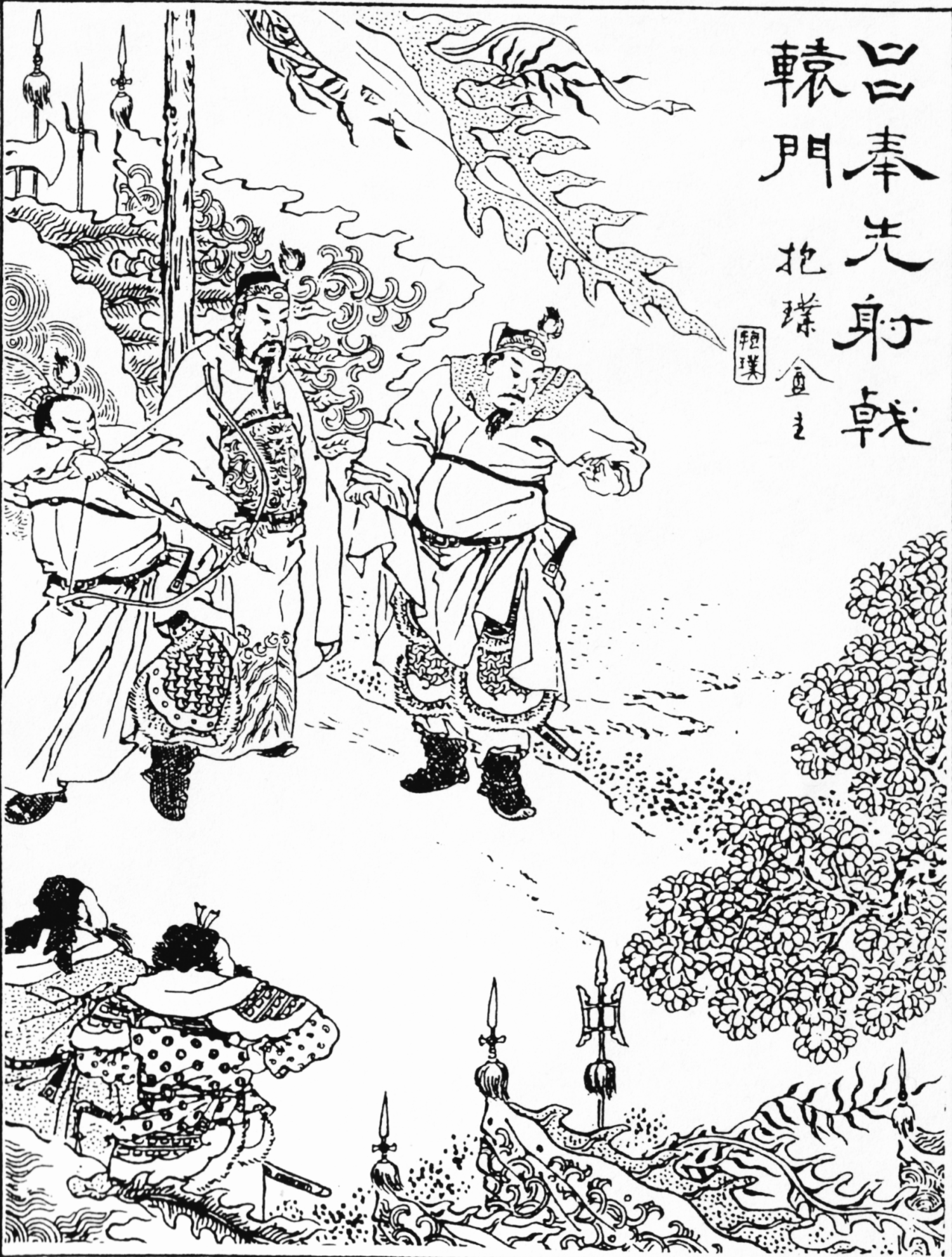
Lã Bố biểu diễn bắn cung cứu Lưu Bị, minh họa đời nhà Thanh.

Viên Thuật thấy Lã Bố đã ngả theo mình lại sai Kỷ Linh mang 3 vạn quân tấn công Tiểu Bái để diệt Lưu Bị. Để tránh mang tiếng là thất tín, Lã Bố không chi viện cho phe nào. Ông chỉ mang 1.000 quân bộ và 200 quân kỵ tới Tiểu Bái, bắt hai bên phải hòa giải. Ông sai cắm kích từ xa 150 bước và giao hẹn sẽ bắn tên, nếu trúng vào ngạnh kích thì hai bên phải giảng hòa.
Sau đó Lã Bố lùi lại giương cung bắn trúng ngay ngạnh kích. Mọi người đều khâm phục. Lưu Bị cảm ơn ông đã ra tay cứu mình, còn Kỷ Linh thấy Lã Bố kiêu dũng, không dám trái ý cũng phải mang quân về.

## Xung đột với Viên Thuật và Tào Tháo

### Huỷ bỏhôn ước
Năm 197, Viên Thuật tự xưng là hoàng đế ở Thọ Xuân, sai Khâm sai Hàn Dận đến Hạ Bì nhắc lại việc kết thông gia với Lã Bố, lấy con gái ông về làm vợ thái tử. Lã Bố ban đầu bằng lòng giao con gái cho Hàn Dận mang đi.
Cha con Trần Khuê và Trần Đăng ở Hạ Bì vốn giả vờ làm thủ hạ cho Lã Bố theo lệnh của Tào Tháo để giám sát ông, sợ hai họ Viên và Lã mà thông gia thì khó khống chế được, nên vội đến can Lã Bố không nên kết thân với Viên Thuật vì Thuật xưng đế là trái đạo; ngược lại Trần Khuê khuyên Lã Bố nên hợp tác với Tào Tháo để chống lại Viên Thuật.
Lã Bố nghe có lý, bèn mang quân đuổi theo cướp con gái trở về Hạ Bì, bắt Hàn Dận đóng gông sai người giải đến Hứa Xương nộp cho Tào Tháo và tuyên bố bãi bỏ hôn ước với Viên Thuật.
Tào Tháo chém Hàn Dận, sai Vương Tắc mang chiếu thư của Hiến Đế và ấn tín đến trao cho Lã Bố, phong chức Bình Đông tướng quân; đồng thời gửi thư khen ngợi và gửi lễ vật riêng cho ông. Lã Bố rất mừng, sai Trần Đăng mang biểu chương tạ ơn vua Hiến Đế, xin được phong từ Thứ sử Từ châu lên Châu mục Từ châu và gửi lễ vật đáp lại Tào Tháo. Nhưng Trần Đăng đã nhận lời làm tay trong cho Tào Tháo, xin làm nội ứng, khuyên Tào Tháo nên sớm trừ khử Lã Bố. Tào Tháo phong chức cho cha con Trần Đăng và Trần Khuê.
Lã Bố thấy mình chưa được thăng chức, còn cha con Trần Đăng được phong tước nên rất tức giận, nhưng Trần Đăng đã lựa lời nói với ông rằng:
Tào thừa tướng coi tướng quân như con mãnh ưng, nói rằng phải bỏ đói thì mới dùng được
Lã Bố nghe nói Tào Tháo coi mình như chim ưng thì rất vừa lòng, không giận gì Trần Đăng nữa.

### Hoà Tào chống Viên
Viên Thuật thấy Lã Bố trở mặt rất tức giận, sai Trương Huân, Kiều Nhuy liên hợp với Dương Phụng và Hàn Tiêm, cất bảy đạo quân đi đánh Từ châu, quân đông vài vạn người.
Lúc đó Lã Bố chỉ có 3000 quân và 400 con ngựa. Ông hỏi kế Trần Khuê. Trần Khuê khuyên ông viết thư ly gián hai tướng mới hàng Viên Thuật là Dương Phụng, Hàn Tiêm. Lã Bố làm theo, gửi thư cho hai tướng như sau:
Hai vị tướng quân đích thân bảo vệ xa giá, còn tôi tự tay giết Đổng Trác. Chúng ta đều lập đại công cho nhà Hán, đáng được lưu truyền trong sử sách. Nay Viên Thuật làm phản, lẽ ra chúng ta phải cùng diệt hắn, sao các tướng quân lại theo hắn đánh tôi? Chúng ta hãy nhân cơ hội này đồng tâm hiệp lực đánh Viên Thuật lập công với thiên hạ mới phải!
Lã Bố còn hứa sẽ cấp lương thực cho hai tướng. Hàn Tiêm, Dương Phụng đồng ý theo Lã Bố, bèn quay giáo đánh lại Viên Thuật, kết quả đại phá Trương Huân và bắt sống Kiều Nhuy. Sau đó Lã Bố cùng Dương Phụng và Hàn Tiêm hợp binh hai đường thủy bộ tấn công Thọ Xuân, cướp bóc đến Chung Ly mới rút lui.

### Hoà Viên chống Tào
Sang năm 198, lực lượng của Lưu Bị ở Tiểu Bái tăng lên đến hơn một vạn người khiến Lã Bố lo ngại. Ông lại giảng hòa với Viên Thuật, nhận lời giúp Viên Thuật đánh Lưu Bị. Ông điều hai mãnh tướng Cao Thuận và Trương Liêu dẫn quân đánh Tiểu Bái.
Lưu Bị không chống cự nổi, bỏ thành và gia quyến chạy về phía tây đến đất Lương và sai người cầu cứu Tào Tháo. Tào Tháo sai Hạ Hầu Đôn đi cứu. Quân hai bên đụng độ ở Từ châu. Lã Bố cầm quân ra đối địch, đánh bại quân Tào và bắn tên chột mắt tướng Hạ Hầu Đôn của Tào Tháo. Hạ Hầu Đôn bị mù một mắt nên từ đó quân sĩ gọi ông ta là manh Hạ Hầu (Hạ Hầu đui).
Tiểu thuyết Tam Quốc diễn nghĩa kể rằng Tào Tính, bộ tướng của Lã Bố, mới là người bắn tên chột mắt Hạ Hầu Đôn. Nhưng sau đó Hạ Hầu Đôn đã nhổ tên và nuốt con ngươi của mình vào bụng, rồi lao đến đâm chết Tào Tính.
Lúc bấy giờ, các tướng thảo khấu ở vùng Thái Sơn là Tang Bá, Tôn Quan, Ngô Đôn, Doãn Lễ và Xương Hi đều hàng phục Lã Bố khiến lực lượng của ông khá mạnh mẽ.

## Thành Hạ Bì bị vây, lầu Bạch Môn tuyệt mệnh

### Tào, Lưu liên minh đánh Lã Bố
Tháng 9 năm 198, Tào Tháo đích thân cùng Lưu Bị mang đại quân tới đánh Từ châu để diệt Lã Bố. Tháng 10 năm đó quân Tào đến Bành Thành, giết chết tướng giữ thành là Hồ Giai. Sau đó Tào Tháo tiến đến Hạ Bì, Trần Cung khuyên Lã Bố mang quân ra đón đánh địch ngay nhưng ông không nghe theo, muốn đợi quân Tào đến thành mới giao chiến.
Quân Tào kéo tới Hạ Bì, Lã Bố mang quân kỵ ra nghênh chiến. Tào Tháo đánh cho Lã Bố đại bại, tướng Tào là Nhạc Tiến bắt sống được viên mãnh tướng của Lã Bố là Thành Liêm. Lã Bố thua liên tiếp mấy trận, phải rút vào thành Hạ Bì cố thủ. Trong thế bị vây khốn, ông bèn sai người cầu cứu Viên Thuật và Trương Dương.
Tào Tháo bèn gửi thư khuyên ông không nên liên thủ với Viên Thuật vì Thuật có tội phản nghịch, đồng thời dụ hàng ông. Lã Bố muốn hàng, nhưng Trần Cung cho rằng không nên, và hiến kế chia quân chống lại: Lã Bố sẽ mang một đạo quân ra ngoài thành lập trại giữ vững, tạo thành thế ỷ dốc với quân trong thành Hạ Bì, quân Tào đánh đâu thì hai bên cùng liên hợp chống lại. Lã Bố nghe có lý liền chuẩn bị đem quân ra thành, nhưng sau nghe lời vợ can không nên đi lại thay đổi ý định không đi nữa. Ông tiếp tục sai Hứa Dĩ, Vương Khải đi cầu cứu viện binh của Viên Thuật lần nữa.
Viên Thuật do còn oán hận Lã Bố nhiều lần trở mặt với mình, liền ra điều kiện Lã Bố phải mang con gái tới Thọ Xuân theo lời hứa hôn trước đây thì mới phát binh. Ông bèn lấy bông và áo giáp bọc cho con gái, đưa lên mình ngựa và nhân lúc đêm tối phá vòng vây đi đến chỗ Viên Thuật. Tuy nhiên, quân Tào ở ngoài thành Hạ Bì đã chủ trương siết chặt vòng vây, không cho Lã Bố vượt qua. Lã Bố lo cho sự an toàn của con mình nên quyết định quay lại thành cố thủ.

### Nước ngập Hạ Bì
Sang năm 199, do quân Tào vây đánh nhiều tháng không hạ được thành, bắt đầu mệt mỏi nên Tào Tháo muốn lui quân, nhưng Tuân Úc và Quách Gia khuyên nên đánh gấp. Tào Tháo theo kế của Quách Gia, sai quân khơi sông Nghi Thủy và sông Tứ Thủy, đổ nước vào thành Hạ Bì. Thành ngập đầy nước, Lã Bố ở trong thành tình hình nguy khốn, phải lui dần vào trong rồi rút lên cố thủ ở lầu Bạch Môn, thế cùng lực kiệt. Do trước đó kế hoạch đưa con gái mình sang chỗ Viên Thuật đã bị thất bại, nên quân của Viên Thuật không đến cứu viện cho ông.
Thục ký chép rằng: Trong bước đường cùng, Lã Bố đã mang vợ mình đến chỗ Quan Vũ - tướng của Lưu Bị - để lấy lòng, hy vọng Quan Vũ nói giúp với Tào Tháo. Quan Vũ mang vợ Lã Bố đến cho Tào Tháo, Tào ưng ý và giữ lại chỗ mình, nhưng vẫn vây đánh thành. Theo Tam quốc chí và Ngụy Thị Xuân Thu thì đó là vợ của Tần Nghi Lộc (thủ hạ Lã Bố) chứ không phải vợ của Lã Bố; con của Nghi Lộc là Tần Lãng được Tháo nhận nuôi, sau trở thành sủng thần của Tào Duệ.
Đúng lúc đó, Trương Dương ở Hà Nội phát binh cứu Lã Bố. Nhưng Dương bị thủ hạ là Dương Xú giết chết để hàng Tào Tháo.
Lã Bố thấy tình thế nguy cấp quá, bèn lên lầu thành nói với thủ hạ của Tào Tháo rằng hãy nới vòng vây để mình ra thành thú tội với Tào Tháo. Tuy nhiên sau đó Trần Cung một mực can ngăn không nên hàng Tào, Lã Bố lại nghe theo ông ta.
Thủ hạ của Lã Bố là Hầu Thành bị ông phạt trượng do vi phạm quân lệnh nên tỏ ra oán hận. Tháng 2 năm 199, Hầu Thành đồng mưu với hai bộ tướng khác của Lã Bố là Tống Hiến và Ngụy Tục, bất ngờ bắt trói Trần Cung và Cao Thuận mang nộp và mở cửa ra hàng Tào Tháo. Tào Tháo cùng Lưu Bị thúc quân xông vào. Toàn quân trong thành tan vỡ, Lã Bố trên lầu Bạch Môn bị dồn vào đường cùng, nói với các thủ hạ hãy chặt đầu mình nộp cho Tào Tháo lấy thưởng, nhưng các thủ hạ của ông không nỡ làm. Quân Tào tiến lên lầu bắt trói được Lã Bố, đưa ông ra trình diện Tào Tháo.
Tiểu thuyết Tam Quốc diễn nghĩa kể rằng Hầu Thành ăn trộm ngựa Xích Thố đem dâng Tào Tháo trước, sau đó Tống Hiến và Ngụy Tục lợi dụng Lã Bố đang ngủ quên liền bắt trói Lã Bố lại rồi mở cửa cho quân Tào kéo vào.
Lã Bố muốn xin Tào Tháo cho mình đầu hàng, Tào Tháo phân vân nên hỏi lại Lưu Bị. Nhưng Lưu Bị khuyên Tào Tháo nên giết ông vì ông là người vong ân bội nghĩa, từng hai lần trở mặt giết chủ là Đinh Nguyên và Đổng Trác. Tào Tháo nghe theo, liền sai quân sĩ mang Lã Bố xuống lầu thắt cổ rồi chặt đầu đem bêu, sau đó an táng thủ cấp của ông ở Hứa Xương, không rõ năm đó Lã Bố bao nhiêu tuổi.
Các thuộc hạ dưới quyền ông là Trần Cung, Cao Thuận do không chịu hàng Tào nên cùng bị chém, chỉ có Trương Liêu và Tang Bá đầu hàng Tào Tháo và sau này trở thành các danh tướng nhà Tào Ngụy.
Toàn bộ binh lực và lãnh thổ của Lã Bố bị Tào Tháo thôn tính hoàn toàn.

## Nhận định
Lã Bố nổi danh kiêu dũng, thiện chiến, võ nghệ xứng đáng là hàng đầu trong các chiến tướng thời Tam Quốc. Nhưng ông hữu dũng vô mưu, không phân biệt được hiền gian, lại thường hay phản phúc. Trong đời tranh hùng thiên hạ, Lã Bố đã lần lượt quay lưng với Đinh Nguyên, Đổng Trác, Trương Dương, Viên Thuật, Lưu Bị (hai người đầu bị chính Lã Bố giết, Lưu Bị thì bị phản bội hai lần). Ông làm việc khinh suất, tùy ý theo hay phản, lật lọng tráo trở, chỉ mưu lợi cho mình, không trọng tín nghĩa nên cuối cùng đã thất bại. Việc Lã Bố bị thuộc hạ làm phản, chủ động nộp thành cho Tào Tháo, rồi Tào Tháo nghe lời đồng minh cũ của Lã Bố là Lưu Bị, không thu nạp mà đem giết, âu cũng là "quả báo" cho sự lật lọng của ông.
Khác với Tam Quốc diễn nghĩa, những mô tả về sự nghiệp của Lã Bố trong Tam Quốc chí cho thấy Lã Bố không hoàn toàn là một kẻ hữu dũng vô mưu như La Quán Trung đã mô tả. Sử liệu này chép rằng thứ sử Tịnh Châu là Đinh Nguyên từng phong cho Lã Bố là kỵ đô úy. Khi đóng quân ở Hà Nội, Đinh Nguyên còn giao cho Bố chức chủ bộ, coi như một tay chân thân tín. Vào thời nhà Hán, chức chủ bộ là chức quan quản lí các việc lương thảo, công văn thư tín trong quân đội, là một chức quan văn thuần túy, công việc phải xử lý cũng rất vụn vặt. Hơn nữa, khi Lã Bố được Đinh Nguyên coi như người thân tín thì có thể thấy rằng ông đã làm công việc của một chủ bộ không đến nỗi tệ. Với vai trò của một chủ bộ, nếu nói theo cách hiện đại thì Lã Bố cũng là một "phần tử trí thức", ít nhiều cũng có đầu óc tính toán. Ngoài ra, nếu nhìn vào những mưu sách mà ông làm được trong sự nghiệp, chẳng hạn như khi lập kế đào thoát khỏi Viên Thiệu, bắt sống Hạ Hầu Đôn làm con tin, đánh thắng Tào Tháo ở Bộc Dương, hay bắn kích viên môn cứu Lưu Bị; đã phần nào chứng minh rằng Lã Bố chỉ "kém trí, vô mưu" khi so sánh với những nhà quân sự lão luyện như Tào Tháo, chứ so với người bình thường thì ông không phải là thua kém.
Lã Bố được Trương Siêu, Trương Mạc, Trương Dương tin tưởng và giúp đỡ khi mới khởi sự; nhưng khi đánh thua Tào Tháo, ông đã chạy thoát thân trước mà bỏ rơi anh em Trương Mạc, Trương Siêu ở Duyện châu. Những người họ Trương và Tang Hồng được xem là đầy nghĩa khí nhưng cái chết của họ vì Lã Bố lại được các nhà sử học xem là đáng tiếc.
Trước khi chết, Lã Bố đã xin Tào Tháo tha mạng để làm thuộc hạ dưới trướng. Tào Tháo lúc đó rất phân vân, nhưng Lưu Bị đã nhắc Tháo nhớ đến hai người: Đinh Nguyên và Đổng Trác. Tào Tháo nghe xong bèn xử tử ông. Về việc này, Mao Tôn Cương cho rằng lúc này Lưu Bị thực tế đã có chủ ý muốn chống lại Tào Tháo, nếu để Lã Bố về dưới trướng họ Tào thì sẽ trở thành một mối họa lớn. Do đó, ông đã nhắc đến hai vị minh chủ mà Lã Bố đã từng làm phản. Tuy nhiên Tào Tháo không giống Đinh Nguyên hay Đổng Trác. Với tài quân sự ưu việt cùng quân lệnh nghiêm khắc của mình, Tháo đủ sức kiểm soát được hành vi của Lã Bố và phát huy được sức mạnh của ông. Nếu Lã Bố gạt bỏ được hành vi phản phúc và chấp nhận phụng sự Tào Tháo thì ông ta sẽ có thêm một võ tướng rất mạnh. Lưu Bị đã nhận thấy mối nguy này nên đã cố ý nói khích Tào Tháo nhằm mục đích trừ đi một mãnh tướng nguy hiểm nhất thời bấy giờ. Cũng có một suy đoán khác cho rằng Tào Tháo đã muốn giết Lã Bố ngay từ đầu, việc Lã Bố mấy lần phản chủ chắc chắn Tào Tháo cũng biết nên ông ta không dại gì mà thu nạp Lã Bố, việc ông ta hỏi ý kiến Lưu Bị chỉ là để tránh mang tiếng "hẹp hòi, không dung thứ người đã đầu hàng" mà thôi.

## Gia đình
Sử sách không đề cập gì về vợ của Lã Bố, nhưng kể rằng ông có một người con gái và ban đầu đã tính toán gả cho Viên Diệu, con trai Viên Thuật; nhưng sau khi bị Trần Khuê thuyết phục, ông đã trở mặt với Viên Thuật, đem con gái về. Lã Bố sau đó nghe lời Trần Khuê dâng biểu lên triều đình Hứa Xương của Tào Tháo để trần tình, được thụ chức Tả Tướng quân.
Năm 198, Tào Tháo bao vây thành Hạ Bì. Lã Bố vì cầu Viên Thuật đem quân tới cứu, lần nữa đáp ứng Viên Thuật kết thành thông gia. Tuy nhiên Lã Bố hộ tống phá vây không thành công, bị quân Tào bức về.
Trong tiểu thuyết Tam Quốc diễn nghĩa, con gái Lã Bố chỉ là một nhân vật xuất hiện mờ nhạt và không rõ tên thật. Trong giai thoại dân gian, con gái Lã Bố có tên là Lã Linh Khởi.

## Thuộc cấp
- Trần Cung
- Cao Thuận
- Trương Liêu
- Tang Bá
- Hác Manh
- Tào Tính
- Thành Liêm
- Tống Hiến
- Ngụy Tục
- Hầu Thành
- Hứa Dĩ
- Vương Khải
- Trương Mạc
- Trương Siêu
- Tiết Lan
- Lý Phong
- Tôn Quan
- Ngô Đôn
- Doãn Lễ
- Xương Hi
- Lý Túc

## Trong văn học nghệ thuật

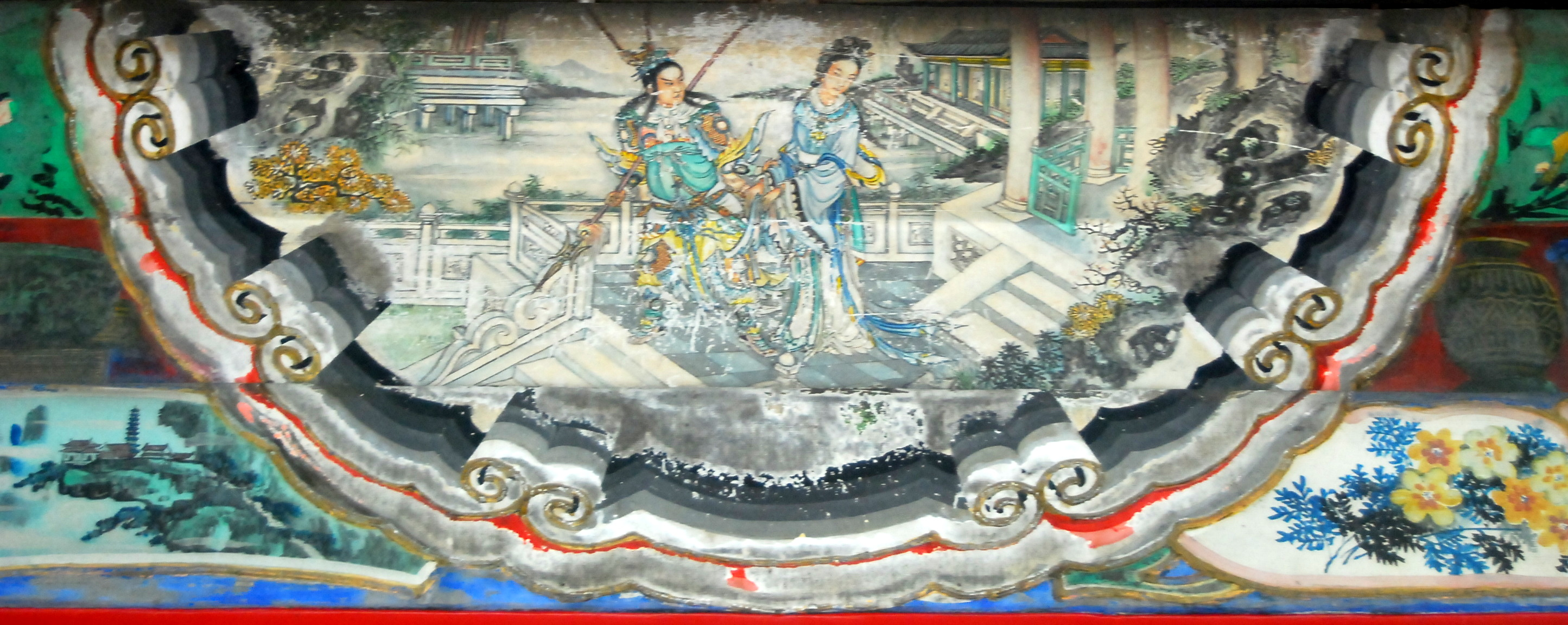
Lã Bố "hí" Điêu Thuyền
Hình trên hành lang Di Hòa Viên.

Nhân vật Lã Bố xuất hiện từ hồi 3 đến hồi 19 trong tiểu thuyết Tam quốc diễn nghĩa của La Quán Trung. Lã Bố được mệnh danh là Chiến Thần, được xem là vị tướng dũng mãnh nhất thời Tam Quốc, hơn cả các tướng khác như Quan Vũ, Trương Phi, Triệu Vân, Hứa Chử, Mã Siêu, Điển Vi,vv... Hình ảnh Lã Bố có thể liên hệ tới vị anh hùng người Hy Lạp Achilles về sức mạnh. Một mình Lã Bố có thể đánh đồng cân với cả ba anh em Lưu Bị, Quan Vũ, Trương Phi trong trận Hổ Lao Quan.
Trên chiến trường, nhân vật này chuyên sử dụng phương thiên họa kích và cưỡi Ngựa Xích Thố, như một mãnh hổ tả xung hữu đột, vạn người không địch nổi. Lã Bố ra trận đầu búi tóc, đội kim quan, ngoài phủ giáp đường nghê, thắt bảo đới ti loan, mình mặc chiến bào đỏ thêu trăm hoa, thân khoác áo giáp thú diện liên hoàn, lưng đeo một bộ cung tên màu bạc, tay cầm phương thiên hoạ kích, cưỡi ngựa Xích Thố, oai phong dũng mãnh vô cùng. Ngoài một số tình tiết hư cấu, nhìn chung Lã Bố được La Quán Trung mô tả khá gần với hình ảnh trong sử sách: người dũng cảm khỏe mạnh, giỏi võ nghệ cung kiếm, nhưng chủ quan khinh suất, thiếu mưu lược và hay trở mặt.
Tình tiết hư cấu đáng kể nhất của La Quán Trung trở thành một điển tích trong văn học là trận "Tam anh chiến Lã Bố" ở cửa ải Hổ Lao trong hồi thứ 5. Ảnh hưởng từ tiểu thuyết Tam Quốc diễn nghĩa, nhiều vở Kinh kịch của Trung Quốc được xây dựng có nhân vật Lã Bố như Tam anh chiến Lã Bố, Liên hoàn kế, Viên môn xạ kích, Lã Bố hí Điêu Thuyền, Đại náo Phụng Nghi Đình.
Nhân vật Lã Bố trong tiểu thuyết của La Quán Trung có hai người vợ là Nghiêm phu nhân và Điêu Thuyền (đều là nhân vật hư cấu). Nghiêm phu nhân là vợ cả của Lã Bố, mẹ của Lã Linh Khởi. Lã Bố và Nghiêm phu nhân đã lấy nhau từ lâu nên rất ân ái, hoạn nạn luôn có nhau. Còn Điêu Thuyền là con của Vương Doãn, được cha dùng như một công cụ để li gián Lã Bố với Đổng Trác; vì quá yêu Thuyền nên ông đã nghe theo Doãn mà giết Trác. Tuy nhiên, tiểu thuyết sau đó cũng không nhắc gì nhiều đến Điêu Thuyền, dù Vương Doãn đã gả nàng cho Lã Bố. Không lâu sau, bọn Thôi, Dĩ nổi dậy đánh đuổi Lã Bố buộc ông phải tạm bỏ vợ con chạy thoát thân. Nhờ có Bàng Thư ở Trường An giấu Nghiêm thị và Điêu Thuyền khỏi sự truy lùng của Lý Thôi mà gia quyến của ông vẫn bình an vô sự. Dù sau này hội ngộ trở lại, do phải bận đối phó với các lộ chư hầu nên cuộc sống Lã Bố sau khi giết Đổng Trác ở trên lưng ngựa nhiều hơn trong màn gấm. Bản thân Điêu Thuyền cũng theo Lã Bố chạy loạn khắp nơi. Hai người chưa hề có phút giây nào uống rượu ngâm thơ, ngắm hoa thưởng nguyệt. Vì lý do đó, ở gần nhau rất lâu, rất được sủng ái mà Điêu Thuyền vẫn không có con. Số phận của Điêu Thuyền sau cái chết của Lã Bố không được nêu rõ, dù Nghiêm thị và con gái ông được Tào Tháo đưa về Hứa Xương. Trước đó, cả hai người phụ nữ này đều từng xin Lã Bố không mang quân ra khỏi thành Hạ Bì khi ông định theo kế Trần Cung để kháng Tào. Đây cũng là một trong những nguyên nhân khiến Lã Bố thất bại trong cuộc chiến với Tào Tháo.
Ngoài ra, trong những bức tranh xưa hay ở các tác phẩm họa ảnh liên quan đến nhân vật này, ông được miêu tả là rất tuấn tú.

## Trong truyền thông và giải trí
Vì sự dũng mãnh vô song của ông trong lịch sử cũng như trong tiểu thuyết Tam quốc diễn nghĩa, ông thường xuất hiện trong các tác phẩm dựa trên Tam Quốc, đôi khi ngay cả trong các tác phẩm không dựa vào Tam Quốc. Bao gồm cả trong game, nơi ông thường có chỉ số War/Attack cao nhất. Một số ví dụ cho những được liệt kê dưới đây:
- Lữ Bố là một nhân vật trong series game Romance of the Three Kingdoms (Tam quốc diễn nghĩa) của Koei game của Tam Quốc. Ông là nhân vật duy nhất trong game với chỉ số War (chiến tranh) đạt mức 100. Chỉ có danh tướng thời cổ là Hạng Vũ có chỉ số War bằng ông.
- Lữ Bố là một nhân vật trong loạt trò chơi phổ biến Dynasty Warriors, nơi ông thường là nhân vật mạnh nhất và sử dụng Phá thiên kích (Sky Piercer). Ông thường được miêu tả là đầu búi tóc đội kim quy, như trong hình ảnh truyền thống của ông. Ông là nhân vật duy nhất có nhạc nền riêng, thay thế các nhạc nền khác nếu ông là kẻ địch và người chơi ở gần. Hơn nữa, Lữ Bố sẽ mạnh lên và truy sát người chơi nếu người chơi đánh bại Điêu Thuyền. Trong phiên bản thứ 4 và thứ 5, quân lính phe ông mặc trang phục màu trắng. Trong Dynasty Warriors 6 ông mặc áo giáp màu đen, và sử dụng song kích, cũng từ phiên bản thứ 6-7-8 quân lính phe ông đã chuyển sang mặc đồ đen. Và trong phiên bản 8: Xtreme Legends, Lữ Bố có phần chiến dịch riêng cho phe mình.
- Trong Warriors Orochi, Lữ Bố dưới quyền Orochi và là một trong những viên tướng hàng đầu của ông. Trong loạt game kết hợp giữa Dynasty Warriors và Samurai Warriors, Lữ Bố cuối cùng đã tìm thấy một Thách thức xứng đáng để chiến đấu anh ta, Honda Tadakatsu, người dẫn đầu một lực lượng độc lập chống lại Orochi, và liên tục tìm kiếm một cơ hội để đấu anh ta. Ông cũng tìm đến một ngày để thách đấu với chính Orochi. Trong trò chơi phần tiếp theo, ông vẫn còn phục vụ Orochi, nhưng cuối cùng đã hình thành lực lượng của riêng mình, tạm thời đồng minh với phe Thục.
- Trong game Capcom 's Destiny of an Emperor, Lữ Bố là một nhân vật với chỉ số tấn công cao nhất. Trong game, người chơi có khả năng tuyển dụng anh ta vào bên Lưu Bị mặc dù chỉ là tạm thời. Duy nhất trong số các hình ảnh khác nhau của nhân vật, tCapcom 's Destiny of an Emperor (và manga được dựa trên, Tenchi o Kurau) Lữ Bố được mô tả như là một người đàn ông da trắng, tóc vàng trái với hình ảnh quen thuộc.
- Lữ Bố là một trong những chiến binh trong Geo Neo 's World Heroes 2 Jet, mặc dù tên của ông đã thay là "Ryofu", cách phát âm bằng tiếng Nhật của tên của ông.
- Nhân vật Ryofu Housen (cách phát âm tiếng nhật của Lữ Bố Phụng Tiên), trong anime ikki Tousen, là 1 nhân vật dựa trên Lữ Bố.
- Trong manga và OVA anime Ryofuko-chan, Lữ Bố được thể hiện là học sinh trường tiểu học Ryofuko.
- Trong trò chơi thẻ thu Magic the Gathering có một thẻ tên là Lữ Bố.
- Trong phim "Tam quốc diễn nghĩa" kinh điển năm 1994, Lữ Bố được thủ vai bởi diễn viên Trương Quang Bắc.
- Trong loạt phim "Tân tam quốc diễn nghĩa" được sản xuất năm 2010, diễn viên đóng vai Lữ Bố là Hà Nhuận Đông.
- Một nhân vật hư cấu trong Thủy hử, Lữ Phương, đã được Thị Nại Am sáng tác dựa trên ông. bao gồm: họ Lữ, biệt hiệu Tiểu Ôn hầu (Ôn hầu chỉ chính là Lữ Bố), ngựa, kích, mũ giáp.
- Lữ Bố còn xuất hiện trong game Liên Quân Mobile, Bang Bang và Bang Bang 2.